# Festungstruppen
Festungstruppen sind im weitesten Sinn Truppenteile, die hauptsächlich zum Einsatz in Festungen, Forts, Bunkern bzw. sonstigen dauerhaften Befestigungsanlagen vorgesehen sind. Teilweise handelt es sich um bereits im Frieden bestehende Einheiten und Verbände, teils um erst im Mobilmachungs- bzw. Armierungsfall zusammengestellte. Heute sind Festungstruppen eine Seltenheit und meist ersetzt durch mobile Grenztruppen.
Im Speziellen gibt oder gab es unter anderem:
- Festungstruppen (Schweiz)
- Festungstruppen (Deutschland)
- Festungstruppen (Frankreich) (französisch troupes de forteresse)
- Festungstruppen (Russisches Kaiserreich) (russisch крепостные войска)